# جيش الولايات المتحدة الأول
الجيش الأول هو أقدم وأطول جيش ميداني لجيش الولايات المتحدة. وهو يعمل الآن كجيش مسرحي بعد أن شهد الخدمة في كل من الحرب العالمية الأولى والحرب العالمية الثانية، في ظل بعض أشهر ضباط الجيش الأمريكي وأشهرهم. هو الآن بمثابة قيادة التعبئة والاستعداد والتدريب.

## قائمة القادة
- GEN جون بيرشنغ 1918
- LTG Hunter Liggett 1918–1919
- MG دنيس إي. نولان 1932–1936
- MG فوكس كونر 1936–1938
- MG فرانك روس مكوي 1938 (interim)
- MG جيمس ك. بارسونز 1938 (interim)
- LTG Hugh A. Drum 1938–1943
- LTG George Grunert 1943–1944
- LTG عمر برادلي 1944
- GEN كورتني هودجز 1944–1949
- MG روسكو بي. ودروف 1949 (interim)
- GEN والتر بيديل سميث 1949–1950
- MG روسكو بي. ودروف 1950 (interim)
- LTG Willis D. Crittenberger 1950–1952
- LTG Withers A. Burress 1953–1954
- LTG Thomas W. Herren 1954–1957
- LTG بلاكشير إم. بريان 1957–1960
- LTG إدوارد جاي أونيل 1960–1962
- LTG غاريسون إتش ديفيدسون 1962–1964
- LTG روبرت دبليو. بورتر جونيور 1964–1965
- LTG Thomas W. Dunn 1965
- LTG ويليام إف. تراين 1966–1967
- LTG Jonathan O. Seaman 1967–1971
- LTG Claire E. Hutchin, Jr. 1971–1973
- LTG Glenn D. Walker 1973–1974
- LTG James G. Kalergis 1974–1975
- LTG جيفري سميث  [لغات أخرى]‏ 1975–1979
- LTG John F. Forrest 1979–1981
- LTG Donald E. Rosenblum 1981–1984
- LTG Charles D. Franklin 1984–1987
- LTG James E. Thompson Jr. 1987–1991
- LTG James H. Johnson Jr. 1991-1993
- LTG John P. Otjen 1993–1995
- LTG Guy A. J. LaBoa 1995–1997
- LTG George A. Fisher Jr. 1997–1999
- LTG John M. Riggs 1999–2001
- LTG Joseph R. Inge 2001–2004
- LTG راسل إل. أونوريه 2004–2008
- LTG توماس ميلر  [لغات أخرى]‏ 2008–2011
- LTG John Michael Bednarek 2011–2013
- MG Kevin R. Wendel 2013 (interim)
- LTG Michael S. Tucker 2013–2016
- LTG Stephen M. Twitty 2016–2018
- MG Erik C. Peterson, Acting 2018
- LTG Thomas S. James Jr. 2018–present

## اقرأ أيضا
- قيادة الطيران والصواريخ بجيش الولايات المتحدة